# Benson Barus
Benson Barus Kipchumba (4 juli 1980) is een Keniaanse atleet, die gespecialiseerd is in de lange afstand.

## Biografie

### Jeugd
Zijn eerste grote internationale succes behaald hij in 1998 door een gouden medaille te winnen op de 10.000 m bij de wereldjeugdkampioenschappen in het Franse Annecy.

### Senioren
In 2002 won hij de Luzerner Stadtlauf. In 2006 maakte hij zijn marathondebuut. Met een tijd van 2:08.34 finishte hij als tweede bij de marathon van Milaan. In 2007 eindigde hij als vierde bij de marathon van Seoel. In 2008 werd hij negende bij de marathon van Parijs met een tijd van 2:09.23. In de herfst van dat jaar drong hij door tot de wereldtop van de halve marathon door deze binnen een uur te lopen. Met 59.41 won hij namelijk de halve marathon van Udine. Een maand later werd hij vijfde bij de marathon van Frankfurt.
In 2009 toonde hij blijk van zijn kunnen door de marathon van Turijn te winnen en derde te worden bij de marathon van Peking. Het jaar erop werd hij tweede bij zowel de marathon van Rome als de marathon van Chuncheon. In 2011 won hij de marathon van Praag met een persoonlijk record van 2:07.07.
Benson Kipchumba Barus behoort tot de etnische groep genaamd Tugen. Hij is getrouwd en vader van twee dochters. Hij wordt getraind door de Italiaan Claudio Berardelli.

## Titels
- Wereldjeugdkampioen 10.000 m - 1998

## Persoonlijke records
Baan
| Onderdeel | Prestatie | Datum        | Plaats         |
| --------- | --------- | ------------ | -------------- |
| 5000 m    | 13.33,05  | 13 juli 2001 | Ponzano Veneto |
| 10.000 m  | 28.09,32  | 23 juni 2001 | Nairobi        |

Weg
| Onderdeel      | Prestatie | Datum             | Plaats         |
| -------------- | --------- | ----------------- | -------------- |
| 10 km          | 27.52     | 21 april 2003     | Gualtieri      |
| 15 km          | 42.48     | 10 september 2006 | Rotterdam      |
| 20 km          | 57.04     | 25 februari 2007  | Ostia Lido     |
| halve marathon | 59.41     | 28 september 2008 | Udine          |
| marathon       | 2:07.07   | 8 mei 2011        | Praag          |
| 8 km           | 22.38     | 17 maart 2001     | Virginia Beach |

## Palmares

### 10.000 m
- 1998:  Nairobi - 28.53,2
- 1998:  WK junioren in Annecy - 29.24,28
- 1999: 5e Trofeu Brasil de Atletismo in Rio de Janeiro - 29.01,71
- 2000:  Nakuru - 28.27,14
- 2001: 5e Keniaanse kamp. in Nairobi - 28.09,32
- 2003: 7e Keniaanse kamp. in Nairobi - 28.43,3
- 2004: 8e Keniaanse kamp. in Nairobi - 28.30,7

### 10 km
- 1998:  Bechovice-Prague in Praag - 29.55,1
- 2002:  Giro Media Blenio in Dongio - 29.27,0
- 2002: 4e Lifetime Fitness in Minneapolis - 28.56,4
- 2003:  Pasquetta in Gualtieri - 27.52
- 2003: 4e Scalata al Castello in Arezzo - 28.55
- 2003:  Cross dei Campioni in Cesena - 29.36
- 2003:  Memorial Fausto Radici - Memorial Mario Galli in Villa d'Ogna - 28.44
- 2003:  Giro Podistico Maria SS degli Ammalati in Misterbianco - 29.08
- 2004:  Corrida dos Reis in Cuiaba - 29.39
- 2004:  Counseil General in Marseille - 29.29
- 2004:  Tribuna in Santos - 28.10
- 2004:  Volta Ecologica de Curitiba - 28.58
- 2004:  Trofeo Sant'Ignazio in Piedimonte Etneo - 29.33
- 2004: 5e Carrera Internacional Abraham Rosa in Toa Baja - 29.25,5
- 2005:  Corrida Internacional de San Fernando in Punta del Este - 28.42
- 2005:  Corrida dos Reis in Cuiaba - 30.01
- 2005:  Counseil General in Marseille - 28.20
- 2005: 5e Abraham Rosa in Toa Baja - 29.06,1
- 2006:  Le Miglia de Agordo in Taibon Agordino - 29.15

### 5 km
- 1999:  Ferndale-Linthicum - 13.58
- 2001:  Coogan's Salsa, Blues and Shamrocks in New York - 14.29
- 2001:  Giro Podistico di Vipiteno - 13.44,2

### 10 km
- 1998:  Bechovice-Prague in Praag - 29.55,1
- 2002:  Giro Media Blenio in Dongio - 29.27,0
- 2002: 4e Lifetime Fitness in Minneapolis - 28.56,4
- 2003:  Pasquetta in Gualtieri - 27.52
- 2003: 4e Scalata al Castello in Arezzo - 28.55
- 2003:  Cross dei Campioni in Cesena - 29.36
- 2003:  Memorial Fausto Radici - Memorial Mario Galli in Villa d'Ogna - 28.44
- 2003:  Giro Podistico Maria SS degli Ammalati in Misterbianco - 29.08
- 2004:  Corrida dos Reis in Cuiaba - 29.39
- 2004:  Counseil General in Marseille - 29.29
- 2004:  Tribuna in Santos - 28.10
- 2004:  Volta Ecologica de Curitiba - 28.58
- 2004:  Trofeo Sant'Ignazio in Piedimonte Etneo - 29.33
- 2004: 5e Carrera Internacional Abraham Rosa in Toa Baja - 29.25,5
- 2005:  Corrida Internacional de San Fernando in Punta del Este - 28.42
- 2005:  Corrida dos Reis in Cuiaba - 30.01
- 2005:  Counseil General in Marseille - 28.20
- 2005: 5e Abraham Rosa in Toa Baja - 29.06,1
- 2006:  Le Miglia de Agordo in Taibon Agordino - 29.15

### 15 km
- 2004: 4e São Silvestre in São Paulo - 45.34

### 10 Eng. mijl
- 1999: 5e Colt Defenders - 48.58
- 2002:  Broad Street Run - 45.44

### halve marathon
- 2004: 4e halve marathon van Udine - 1:01.31
- 2004:  halve marathon van Pavia - 1:01.51
- 2005:  halve marathon van Nice - 1:01.14
- 2005:  halve marathon van Coban - 1:04.36
- 2005: 5e halve marathon van Udine - 1:01.52
- 2006: 4e halve marathon van Berlijn - 1:00.57
- 2006:  halve marathon van Nice - 1:02.38
- 2006:  halve marathon van Coban - 1:04.36
- 2006: 4e halve marathon van Rotterdam - 1:00.16,5
- 2007:  halve marathon van Eldoret - 1:02.44
- 2007:  halve marathon van Ostia - 1:00.18
- 2008:  halve marathon van Coamo - 1:04.18
- 2008:  halve marathon van Udine - 59.41
- 2009:  halve marathon van Udine - 1:01.28
- 2010:  halve marathon van Udine - 1:01.24
- 2011: 5e halve marathon van Coamo - 1:05.09
- 2011:  halve marathon van Virginia Beach - 1:02.22
- 2012:  halve marathon van Porto - 1:01.44

### marathon
- 2004: 5e marathon van New York - 2:11.23
- 2006:  marathon van Milaan - 2:08.33,5
- 2007: 4e marathon van Seoel - 2:09.04
- 2008: 9e marathon van Parijs - 2:09.23
- 2008: 5e marathon van Frankfurt - 2:08.57
- 2009:  marathon van Turijn - 2:09.07
- 2009:  marathon van Peking - 2:08.51
- 2010:  marathon van Rome - 2:09.00
- 2010:  marathon van Chuncheon - 2:08.53
- 2011:  marathon van Praag - 2:07.07
- 2011:  marathon van Peking - 2:10.15
- 2012:  marathon van Daegu - 2:08.36
- 2012:  marathon van Gyeongju - 2:08.42
- 2013: 5e marathon van Daegu - 2:11.53
- 2013: 9e marathon van Gyeongju - 2:11.52
- 2014: 5e marathon van Geneva - 2:14.05